# 30 de abril
30 de abril é o 120.º dia do ano no calendário gregoriano (121.º em anos bissextos). Faltam 245 dias para acabar o ano.

## Eventos históricos

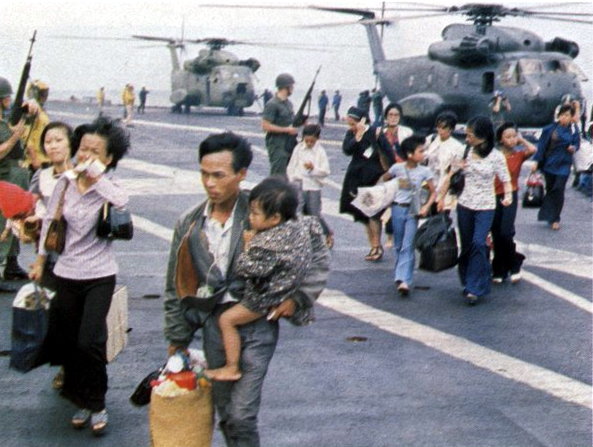
1975: Queda de Saigon

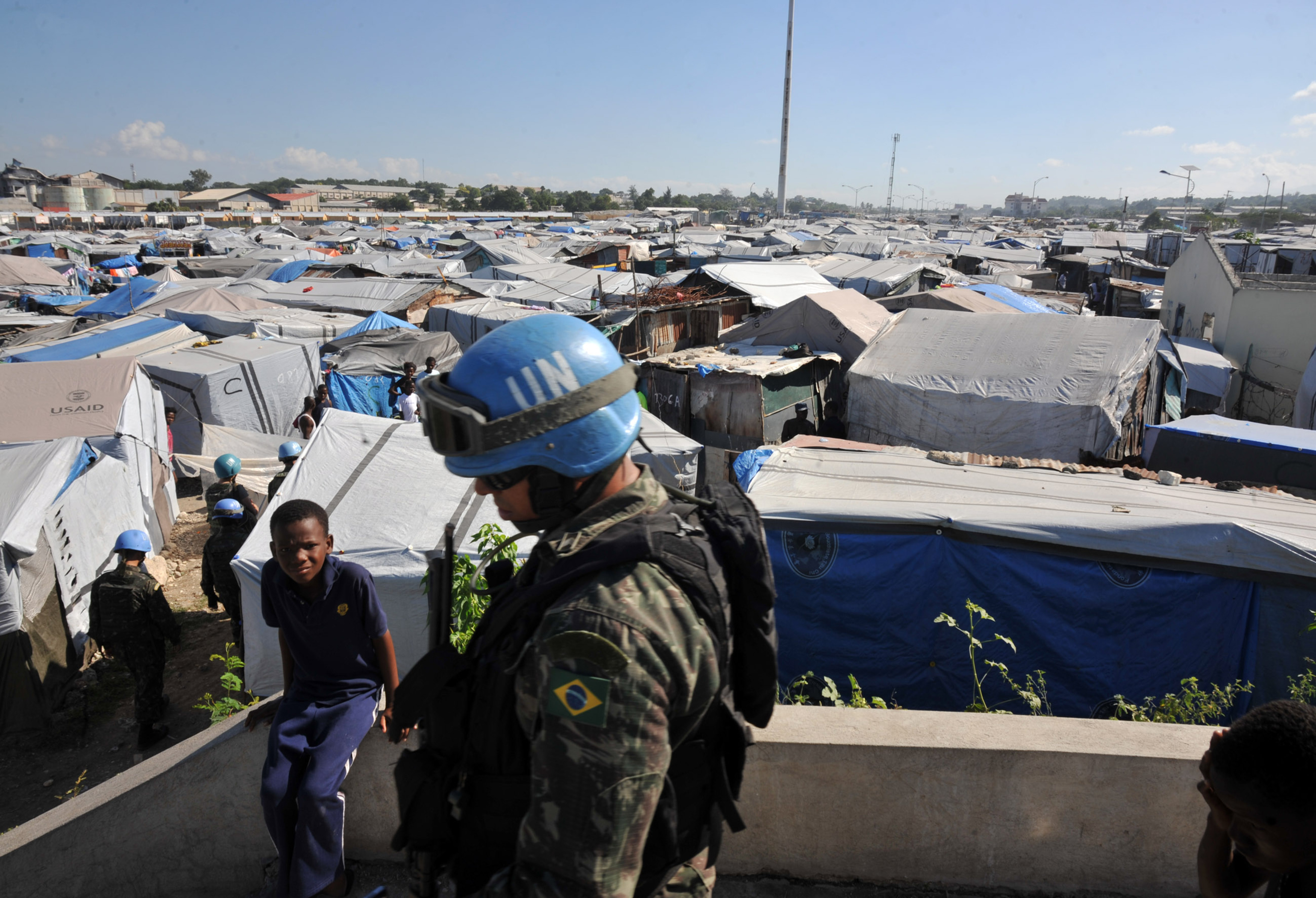
2004: Missão das Nações Unidas para a estabilização no Haiti

- 0311 — Termina a perseguição de Diocleciano dos cristãos no Império Romano.
- 0313 — Batalha de Tzíralo: o imperador Licínio derrota Maximino Daia e unifica sob seu comando todo o Império Romano do Oriente.
- 0642 — Quindasvinto é proclamado rei pela nobreza e bispos visigodos.
- 1315 — Enguerrando de Marigny, conselheiro do rei Filipe IV de França, é enforcado em Montfaucon.
- 1489 — Aprovada pelo papa Inocêncio VIII a Ordem da Imaculada Conceição.
- 1492 — Espanha dá a Cristóvão Colombo sua autorização de exploração.
- 1557 — O líder mapuche Lautaro é morto pelas forças espanholas na Batalha de Mataquito, no Chile.[1]
- 1598
  - Henrique IV da França emite o Edito de Nantes, permitindo a liberdade de religião aos huguenotes.
  - Juan de Oñate inicia a conquista de Santa Fé de Nuevo México.
- 1625 — Uma frota combinada espanhola e portuguesa de 52 navios recaptura a Bahia dos holandeses durante a Guerra Luso-Holandesa.
- 1636 — Guerra dos Oitenta Anos: as forças da República Holandesa recapturam um forte estrategicamente importante da Espanha após um cerco de nove meses.
- 1789 — George Washington toma posse como o primeiro presidente dos Estados Unidos.
- 1803 — Expansão territorial dos Estados Unidos: Estados Unidos compram o Território da Luisiana da França, por US$ 15 milhões.
- 1838 — Nicarágua declara sua independência da República Federal da América Central.
- 1854 — Inauguração da primeira ferrovia do Brasil em seu trecho inicial, ligando o porto de Mauá (atual Guia de Pacobaíba) a Fragoso (atual Magé), no Rio de Janeiro.
- 1863 — Uma patrulha de infantaria da Legião Estrangeira Francesa composta de 65 homens combate uma força de quase 2 000 soldados mexicanos até quase o último homem na Hacienda Camarón, México.
- 1897 — J. J. Thomson, do Laboratório Cavendish, anuncia sua descoberta do elétron como uma partícula subatômica, mais de 1 800 vezes menor do que um próton (no núcleo atômico), em uma palestra na Royal Institution de Londres.
- 1900 — O Havaí torna-se território dos Estados Unidos.
- 1904 — Inauguração da Exposição Universal da Louisiana, em St. Louis, EUA.
- 1905 — Albert Einstein conclui sua tese de doutorado na Universidade de Zurique.
- 1927 — Douglas Fairbanks e Mary Pickford são as primeiras celebridades a deixarem suas pegadas no concreto do Teatro Chinês, Hollywood.
- 1937 — A Comunidade das Filipinas realiza um plebiscito para as mulheres filipinas sobre se elas devem ter o direito ao sufrágio estendido; mais de 90% votariam afirmativamente.[2]
- 1939 — Inauguração da Feira Mundial de Nova Iorque.
- 1943 — Segunda Guerra Mundial: Operação Carne Moída: deliberadamente lançado ao mar um morto para ser levado pelas ondas até a costa da Espanha, trajado como se fosse um oficial do serviço de inteligência britânico e com detalhes dos planos de falsa invasão dos Aliados.
- 1945
  - Adolf Hitler e Eva Braun suicidam-se.
  - Soldados soviéticos içam o Estandarte da Vitória no Palácio do Reichstag (Parlamento alemão).
- 1946 — A proibição dos jogos de azar no Brasil é estabelecida pelo decreto-lei assinado pelo presidente Eurico Gaspar Dutra.
- 1948 — Criação da OEA com a assinatura da Carta da Organização dos Estados Americanos, em Bogotá.
- 1957 — Entra em vigor a Convenção Complementar sobre a Abolição da Escravatura.
- 1960 — Inauguração do Jardim Botânico da Madeira em Santa Maria Maior.
- 1961 — Posto em serviço ativo o K-19, o primeiro submarino nuclear soviético equipado com mísseis nucleares.
- 1966 — Formada a Igreja de Satã na Black House, São Francisco.
- 1973 — Escândalo Watergate: o presidente dos Estados Unidos, Richard Nixon, anuncia que o conselheiro da Casa Branca, John Dean, foi demitido e que outros assessores importantes, principalmente H. R. Haldeman e John Ehrlichman, renunciaram.
- 1975 — Queda de Saigon: forças comunistas ganham o controle de Saigon. A Guerra do Vietnã termina formalmente com a rendição incondicional do presidente sul-vietnamita Duong Van Minh.
- 1977 — Ocorre a primeira marcha das Mães da Praça de Maio em frente à Casa Rosada, Buenos Aires.
- 1980
  - Início do Cerco da embaixada iraniana em Londres.
  - Beatriz é empossada como Rainha dos Países Baixos após a abdicação de Juliana.
- 1981 — Atentado frustrado contra o Pavilhão Riocentro, onde era realizado um show em comemoração ao Dia do Trabalhador.
- 1993 — CERN anuncia que os protocolos da World Wide Web serão gratuitos.
- 1994 — O piloto de Fórmula 1 Roland Ratzenberger morre em um acidente durante a sessão de qualificação do Grande Prêmio de San Marino, disputada no Autódromo Enzo e Dino Ferrari, nos arredores de Imola, Itália.
- 2004 — Conselho de Segurança das Nações Unidas cria a missão de paz MINUSTAH.
- 2008
  - Naufrágio do Assalama: o ferribote da companhia espanhola Naviera Armas encalha ao largo de Tarfaya (sul de Marrocos) com 113 passageiros, 30 tripulantes e 60 automóveis a bordo; não houve baixas.
  - Dois restos mortais encontrados em Ecaterimburgo, na Rússia, são confirmados por cientistas russos como os restos mortais de Anastásia e Alexei, dois dos filhos do último czar da Rússia, cuja família inteira foi executada em Ecaterimburgo pelos bolcheviques noventa anos antes.
- 2009 — Sete pessoas morrem e outras dez são feridas em um desfile do Dia da Rainha em Apeldoorn, Países Baixos, em uma tentativa de assassinato da rainha Beatriz.
- 2012 — Uma balsa sobrecarregada vira no rio Bramaputra, na Índia, matando pelo menos 103 pessoas.[3]
- 2013 — Guilherme Alexandre é empossado como Rei dos Países Baixos após a abdicação de Beatriz.
- 2015 — Lançada contra a superfície de Mercúrio, a sonda espacial MESSENGER encerra sua missão de 11 anos ao planeta.
- 2019
  - O imperador do Japão Akihito abdica em favor do filho Naruhito. É a primeira vez em dois séculos que um imperador japonês deixa sua função ainda vivo, graças a uma lei aprovada sob medida para Akihito.
  - Juan Guaidó, presidente da Assembleia Nacional da Venezuela e autoproclamado presidente interino do país, inicia ofensiva para tentar derrubar o governo de Nicolás Maduro. O plano falhou; mais de 100 pessoas acabaram feridas durante o confronto.[4]

## Nascimentos

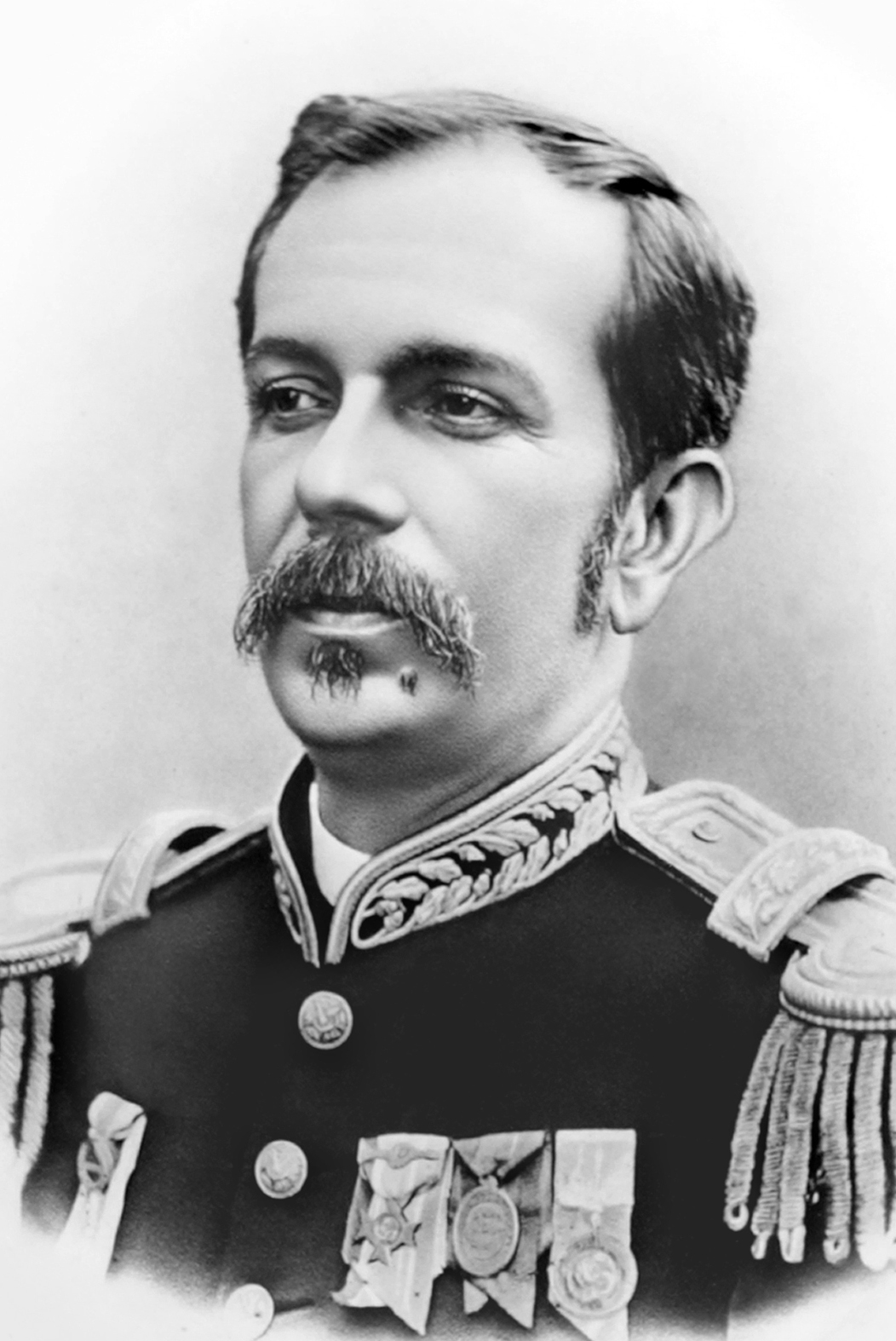
Floriano Peixoto

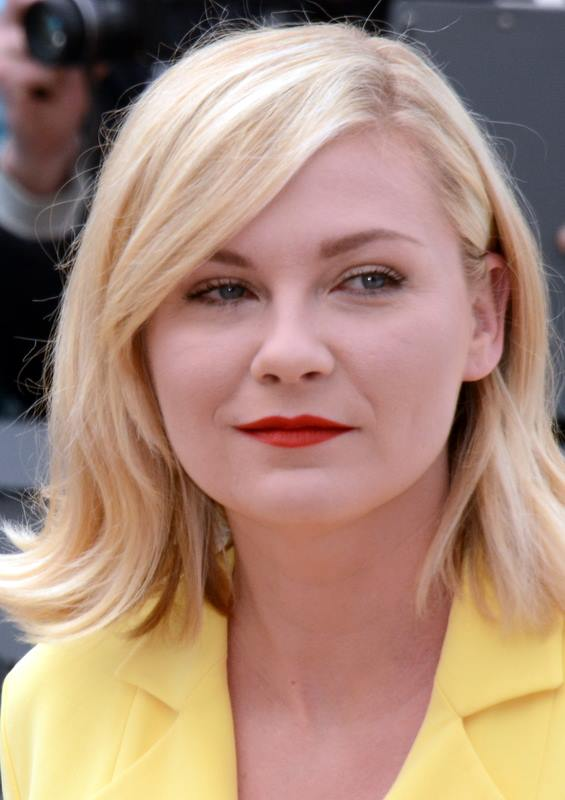
Kirsten Dunst

### Anterior ao século XIX
- 1245 — Filipe III de França (m. 1285).
- 1602 — Robert Baillie, teólogo escocês (m. 1662).
- 1662 — Maria II de Inglaterra (m. 1694).
- 1709 — Christian Gottlieb Ludwig, botânico e médico alemão (m. 1773).
- 1723 — Mathurin Jacques Brisson, naturalista francês (m. 1806).
- 1771 — Hosea Ballou, teólogo norte-americano (m. 1852).
- 1777 — Carl Friedrich Gauss, matemático e astrônomo alemão (m. 1855).

### Século XIX
- 1803 — Albrecht von Roon, político prussiano (m. 1879).
- 1812 — Kaspar Hauser, jovem alemão (m. 1833).
- 1815 — Amélia de Hohenzollern-Sigmaringen (m. 1841).
- 1823 — George Campbell, 8.º Duque de Argyll (m. 1900).
- 1829 — Ferdinand von Hochstetter, geólogo, explorador e naturalista alemão (m. 1884).
- 1834 — John Lubbock, banqueiro, político e polímata britânico (m. 1913).
- 1839
  - Floriano Peixoto, militar e político brasileiro, 2.° presidente do Brasil (m. 1895).
  - Carlos Salvador da Áustria (m. 1892).
- 1845 — Oliveira Martins, escritor e político português (m. 1894).
- 1857 — Eugen Bleuler, psiquiatra suíço (m. 1940).
- 1863 — Max Skladanowsky, inventor e diretor de cinema alemão (m. 1939).
- 1864 — Juhan Liiv, poeta e escritor estoniano (m. 1913).
- 1865 — Max Nettlau, anarquista e historiador alemão (m. 1944).
- 1868 — Fritz von Lossberg, militar alemão (m. 1942).
- 1869
  - Hans Poelzig, arquiteto alemão (m. 1936).
  - Philip de László, pintor húngaro (m. 1937).
- 1870 — Franz Lehár, compositor austríaco (m. 1948).
- 1875 — Friedrich Opel, empresário e engenheiro alemão (m. 1938).
- 1877
  - Alice B. Toklas, escritora estadunidense m. 1967).
  - Léon Flameng, ciclista francês (m. 1917).
- 1878 — Paul Hazard, ensaísta e historiador francês (m. 1944).
- 1881 — Doroteia de Saxe-Coburgo-Gota, duquesa de Schleswig-Holstein (m. 1967).
- 1883
  - Indalecio Prieto, político espanhol (m. 1962).
  - Jaroslav Hašek, escritor tcheco (m. 1923).
- 1888 — John Crowe Ransom, poeta estadunidense (m. 1974).
- 1891
  - Pat O'Hara Wood, tenista australiano (m. 1961).
  - Watse Cuperus, poeta, jornalista e escritor neerlandês (m. 1966).
- 1892 — Carol Holloway, atriz estadunidense (m. 1979).
- 1893
  - Gyula Breyer, enxadrista húngaro (m. 1923).
  - Joachim von Ribbentrop, diplomata alemão (m. 1946).
- 1897
  - Humberto Mauro, cineasta brasileiro (m. 1983).
  - Johann Rattenhuber, policial e militar alemão (m. 1957).

### Século XX

#### 1901–1950
- 1901
  - Simon Kuznets, economista ucraniano (m. 1985).
  - Kyabje Trijang Rinpoche, monge budista tibetano (m. 1981).
- 1902
  - Theodore Schultz, economista estadunidense (m. 1998).
  - Peregrino Anselmo, futebolista e treinador de futebol uruguaio (m. 1975).
- 1905 — Sergey Nikolsky, matemático russo (m. 2012).
- 1907 — Hans Jacobs, engenheiro alemão (m. 1994).
- 1908 — Eve Arden, atriz estadunidense (m. 1990).
- 1909 — Juliana dos Países Baixos (m. 2004).
- 1913 — Werner Meyer-Eppler, físico belga (m. 1960).
- 1914
  - Carlos Lacerda, jornalista, escritor e político brasileiro (m. 1977).
  - Dorival Caymmi, cantor, compositor e pintor brasileiro (m. 2008).
- 1916 — Claude Shannon, matemático estadunidense (m. 2001).
- 1920
  - Duncan Hamilton, automobilista britânico (m. 1994).
  - Tom Moore, militar, empresário e filantropo britânico (m. 2021).
- 1921 — Lupimanso, pintor português (m. 2000).
- 1923 — Al Lewis, ator norte-americano (m. 2006).
- 1924 — Moshe Shem Tov, ativista búlgaro (m. 2005).
- 1925 — Corinne Calvet, atriz francesa (m. 2001).
- 1926
  - Cloris Leachman, atriz estadunidense (m. 2021).
  - Hippolyte Van Den Bosch, futebolista e treinador de futebol belga (m. 2011).
  - Nydia Licia, atriz, diretora e empresária ítalo-brasileira (m. 2015).
  - Edmund Cooper, escritor britânico (m. 1982),
- 1927 — Lia de Aguiar, atriz brasileira (m. 2000).
- 1929 — Affonso Camargo Neto, engenheiro civil e político brasileiro (m. 2011).
- 1930
  - Félix Guattari, psicanalista, filósofo e anarquista francês (m. 1992).
  - Eugen Meier, futebolista suíço (m. 2002).
- 1932
  - Mário Travaglini, futebolista e treinador de futebol brasileiro (m. 2014).
  - Ray Reed, automobilista zimbabuano (m. 1965).
- 1933 — György Mészáros, canoísta húngaro (m. 2015).
- 1935 — Mary Lefkowitz, helenista e escritora norte-americana.
- 1938 — Gary Collins, ator e apresentador de televisão norte-americano (m. 2012).
- 1939 — Ellen Taaffe Zwilich, compositora estadunidense.
- 1940
  - Burt Young, ator estadunidense (m. 2023).
  - Ermindo Onega, futebolista argentino (m. 1979).
- 1941 — Yvette Kosmann-Schwarzbach, matemática francesa.
- 1943
  - Frederick Chiluba, político zambiano (m. 2011).
  - José Massa, político brasileiro (m. 2011).
  - Bobby Vee, cantor e ator estadunidense (m. 2016).
- 1944 — Jill Clayburgh, atriz estadunidense (m. 2010).
- 1945 — Michael Smith, astronauta estadunidense (m. 1986).
- 1946
  - Bill Plympton, animador estadunidense.
  - Carlos XVI Gustavo da Suécia.
  - Rick Weitzman, ex-jogador de basquete norte-americano.
  - Don Schollander, ex-nadador estadunidense.
- 1947 — Finn Kalvik, cantor norueguês.
- 1948 — Wayne Kramer, guitarrista, cantor, compositor e produtor musical norte-americano (m. 2024).
- 1949 — António Guterres, político e diplomata português.

#### 1951–2000
- 1952 — Jacques Audiard, diretor de cinema francês.
- 1954
  - Jane Campion, diretora de cinema neozelandesa.
  - Alonso Cueto, escritor peruano.
  - Patrick Joseph McKinney, bispo católico britânico.
- 1955
  - Roberto Justus, apresentador, publicitário, empresário e cantor brasileiro.
  - Julio Cobos, político argentino.
- 1956
  - Jorge Chaminé, barítono português.
  - Lars von Trier, cineasta dinamarquês.
- 1957 — Héctor Zelada, ex-futebolista argentino.
- 1958
  - Abdelaziz Souleimani, ex-futebolista marroquino.
  - Charles Berling, ator francês.
- 1959
  - Stephen Harper, político canadense.
  - Paul Gross, ator, cantor, produtor, escritor e diretor canadense.
- 1960 — P.C. Cast, escritora estadunidense.
- 1961
  - Isiah Thomas, ex-jogador de basquete estadunidense.
  - Franky Van Der Elst, ex-futebolista e treinador de futebol belga.
  - Arnór Guðjohnsen, ex-futebolista islandês.
  - Thomas Schaaf, ex-futebolista e treinador de futebol alemão.
- 1962 — Seiji Maehara, político japonês.
- 1963
  - Michael Waltrip, ex-automobilista estadunidense.
  - Mo Johnston, ex-futebolista britânico.
- 1964
  - Lorenzo Staelens, ex-futebolista belga.
  - Tony Fernandes, empresário malaio.
- 1965
  - Adrian Pasdar, ator estadunidense.
  - Catalino Rivarola, ex-futebolista paraguaio.
  - Eddie McGoldrick, ex-futebolista irlandês.
- 1966
  - Dave Meggett, ex-jogador profissional de futebol americano estadunidense.
  - Elisabeth Micheler-Jones, ex-canoísta alemã.
  - Maria José Bertolotti, ex-jogadora de basquete brasileira.
  - Roman Hagara, velejador austríaco.
  - Lee Han-sup, ex-arqueiro sul-coreano.
- 1967 — Philipp Kirkorov, cantor russo.
- 1968
  - Mike Matusow, jogador de pôquer estadunidense.
  - Flávio Dino, político e jurista brasileiro.
- 1969
  - Paulo Jr., músico brasileiro.
  - Gabriel Chalita, filósofo, escritor e político brasileiro.
- 1970
  - Clara Marques Mendes, advogada e política portuguesa.
  - Halit Ergenç, ator turco.
- 1971
  - John Boyne, escritor irlandês.
  - Mariana Becker, jornalista brasileira.
  - Kuki, ex-futebolista brasileiro.
- 1972
  - Hiroaki Morishima, ex-futebolista japonês.
  - Michele Mignani, ex-futebolista e treinador de futebol italiano.
- 1973
  - Jeff Timmons, cantor estadunidense.
  - Malang Diedhiou, ex-árbitro de futebol senegalês.
  - Jamie Staff, ex-ciclista britânico.
- 1975
  - Johnny Galecki, ator estadunidense.
  - Darren Manning, automobilista britânico.
  - Elliott Sadler, automobilista estadunidense.
- 1976 — Amanda Palmer, cantora estadunidense.
- 1977
  - Alexandra Holden, atriz estadunidense.
  - Yoel Romero, lutador cubano de artes marciais mistas.
- 1978
  - Simone Barone, ex-futebolista e treinador de futebol italiano.
  - Sandra Hüller, atriz alemã.
- 1979 — Gerardo Torrado, ex-futebolista mexicano.
- 1980
  - Mauricio Molina, ex-futebolista colombiano.
  - Sam Heughan, ator britânico.
  - Luis Scola, ex-jogador de basquete argentino.
- 1981
  - Cândido Costa, ex-futebolista português.
  - John O'Shea, ex-futebolista irlandês.
  - Kunal Nayyar, ator britânico.
  - Cristian Raimondi, ex-futebolista italiano.
  - Mariano Soso, treinador de futebol argentino.
- 1982
  - Drew Seeley, ator e cantor canadense.
  - Kirsten Dunst, atriz estadunidense.
  - Lloyd Banks, rapper estadunidense.
  - Almiro Lobo, ex-futebolista moçambicano.
- 1983
  - Bubbles, chimpanzé de estimação do cantor Michael Jackson.
  - Leandro Vissotto, jogador de vôlei brasileiro.
  - Nenad Milijaš, ex-futebolista sérvio.
  - Rafael Queiroga, ator, produtor e apresentador de televisão brasileiro.
- 1984
  - Shawn Daivari, wrestler estadunidense.
  - Marina Squerciati, atriz norte-americana.
  - Santos Escobar, lutador profissional mexicano.
- 1985
  - Gal Gadot, atriz e modelo israelense.
  - Jonathan Lobert, velejador francês.
- 1986
  - Camila dos Anjos, atriz brasileira.
  - Dianna Agron, atriz estadunidense.
  - Leonel Paulo, jogador de basquete angolano.
  - Sergio Canamasas, ex-automobilista espanhol.
  - Zhang Nan, ex-ginasta chinesa.
- 1987
  - Thays Gorga, atriz, apresentadora e cantora brasileira.
  - Nikki Webster, atriz e cantora australiana.
  - Al Iaquinta, ex-lutador estadunidense de artes marciais mistas.
  - Dax McCarty, futebolista estadunidense.
- 1988 — Ana de Armas, atriz cubana.
- 1989
  - Baauer, DJ e produtor musical estadunidense.
  - Erick Flores, futebolista brasileiro.
  - Hossam Hassan, futebolista egípcio.
- 1990 — Jonathan Brownlee, triatleta britânico.
- 1991
  - Connor Jaeger, ex-nadador estadunidense.
  - Edward Theuns, ciclista belga.
  - Travis Scott, rapper, compositor e produtor musical estadunidense.
- 1992
  - Christoph Knasmüllner, futebolista austríaco.
  - Marc-André ter Stegen, futebolista alemão.
- 1993
  - Henry Zaga, ator e modelo brasileiro.
  - Arnór Ingvi Traustason, futebolista islandês.
  - Fábio Cecílio, jogador de futsal português.
- 1994
  - Wang Yafan, tenista chinesa.
  - Jakub Mareczko, ciclista italiano.
- 1995 — Jeppe Højbjerg, futebolista dinamarquês.
- 1996
  - Augusto Batalla, futebolista argentino.
  - Felicitas Rauch, futebolista alemã.
- 1997 — Xavi Vierge, motociclista espanhol.
- 1998
  - Olivia DeJonge, atriz australiana.
  - Georgina Amorós, atriz espanhola.
- 1999 — Krit Amnuaydechkorn, ator, cantor e modelo tailandês.
- 2000
  - Calebe, futebolista brasileiro.
  - Corbin Strong, ciclista neozelandês.

### Século XXI
- 2001 — Kamilla Cardoso, jogadora de basquete brasileira.
- 2002 — Giovanna Rispoli, atriz brasileira.
- 2003 — Emily Carey, atriz britânica.
- 2006 — Luighi, futebolista brasileiro.
- 2007 — Geovany Quenda, futebolista português.

## Mortes

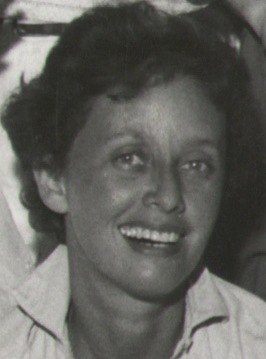
Maria Clara Machado

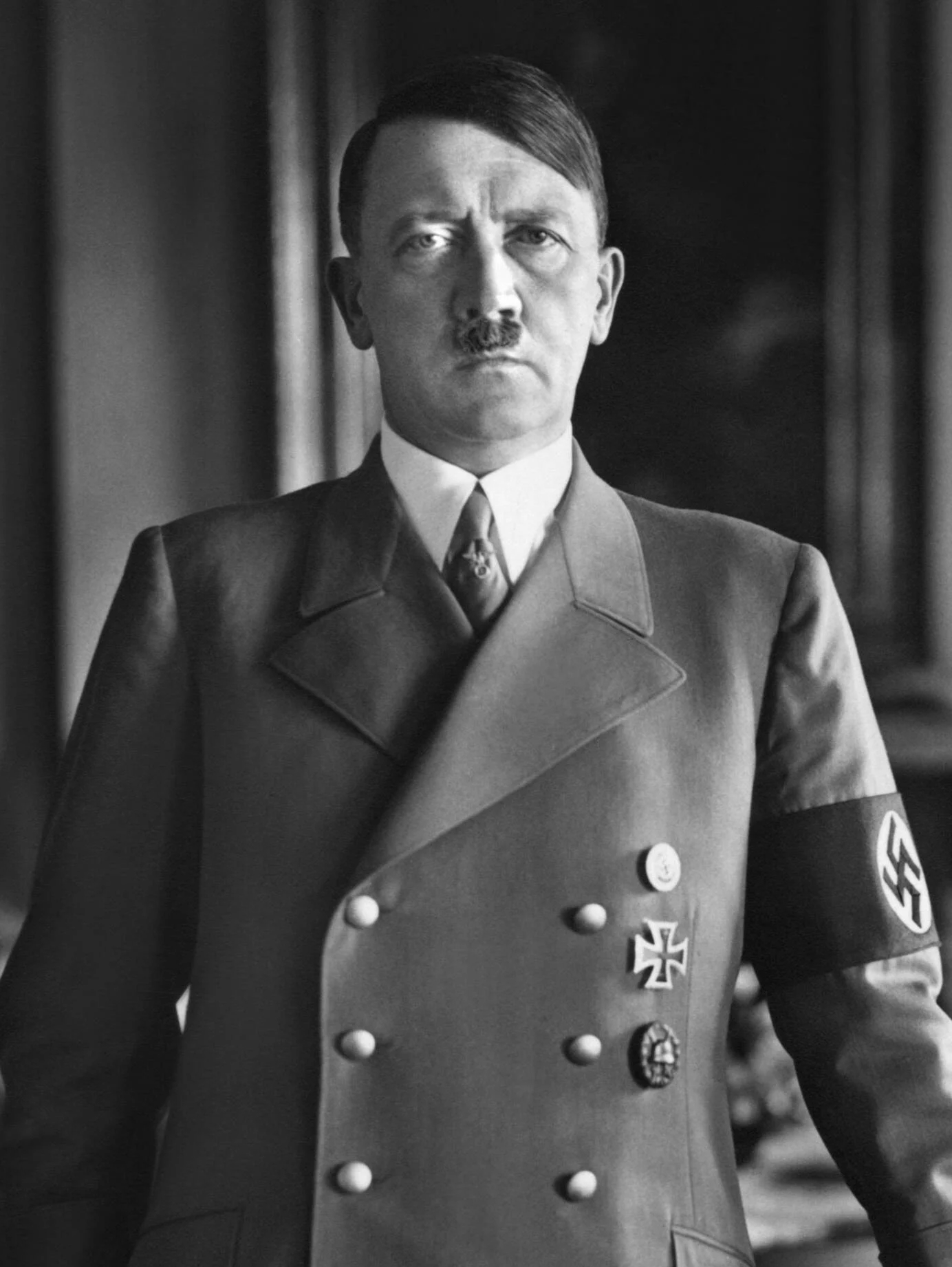
Adolf Hitler

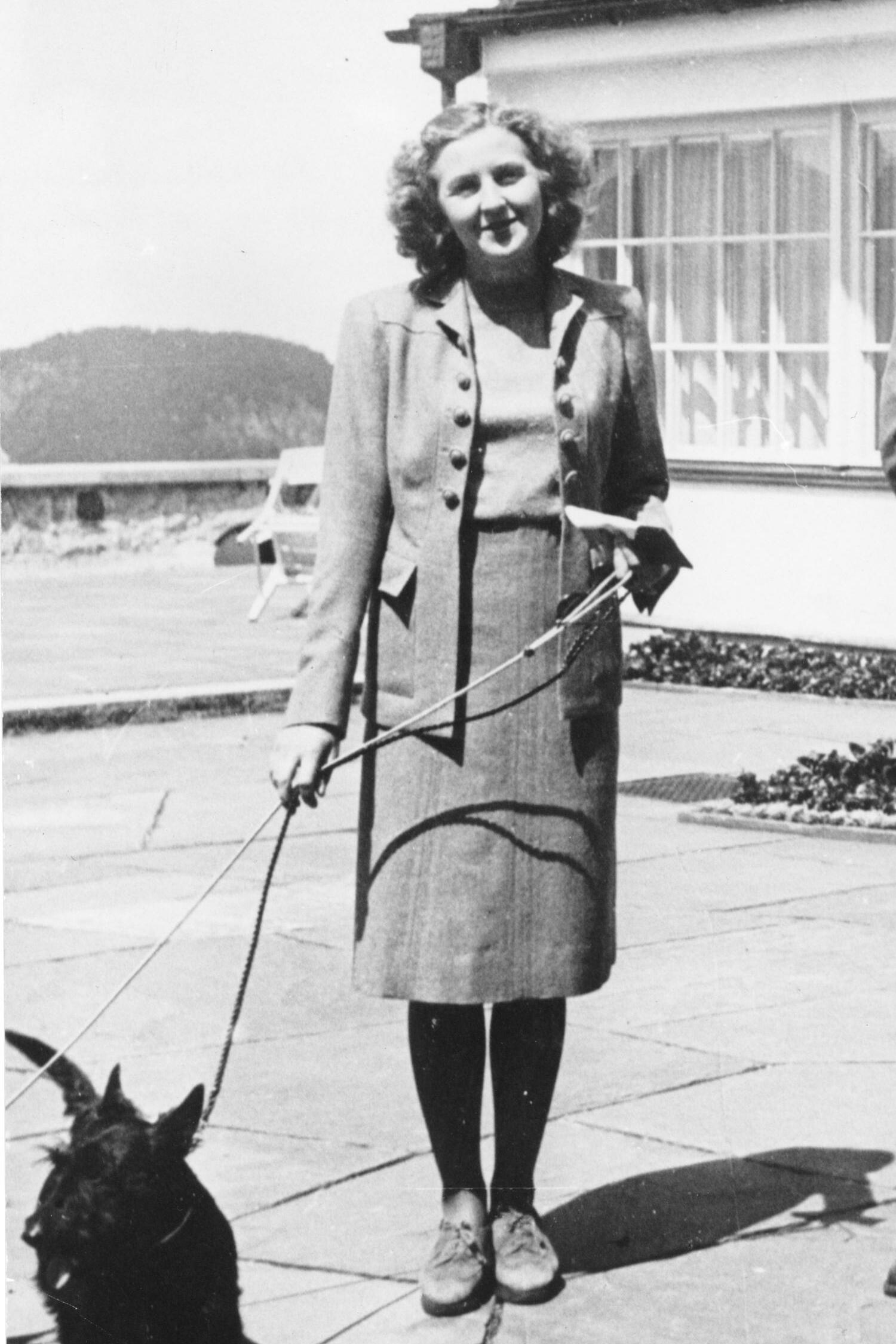
Eva Braun

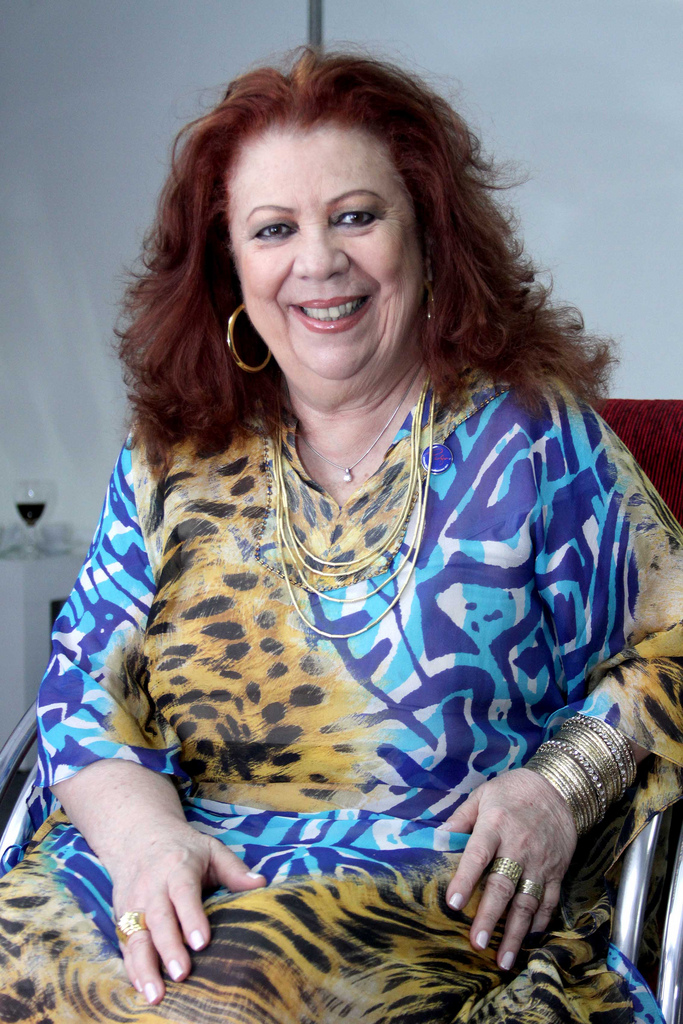
Beth Carvalho

### Anterior ao século XIX
- 0065 — Lucano, poeta romano (n. 39).
- 1544 — Thomas Audley, juiz inglês (n. 1488).
- 1660 — Petrus Scriverius, escritor neerlandês (n. 1576).
- 1696 — Robert Plot, naturalista britânico (n. 1640).

### Século XIX
- 1831 — Elizabeth Herbert, Condessa de Pembroke e Montgomery (n. 1737).
- 1841 — Peter Andreas Heiberg, escritor e filólogo dinamarquês (n. 1758).
- 1857 — Maria do Reino Unido (n. 1776).
- 1883 — Édouard Manet, pintor impressionista francês (n. 1832).

### Século XX
- 1903 — Emily Stowe, médica e sufragista canadense (n. 1831).
- 1936 — Alfred Edward Housman, poeta britânico (n. 1859).
- 1943 — Otto Jespersen, filólogo dinamarquês (n. 1860).
- 1945
  - Adolf Hitler, militar, escritor, ditador e político austro-alemão (n. 1889).
  - Eva Braun, fotógrafa alemã (n. 1912).
- 1947 — Yngvar Bryn, atleta e patinador artístico norueguês (n. 1881).
- 1956 — Alben W. Barkley, político norte-americano (n. 1877).
- 1974 — Agnes Moorehead, atriz estadunidense (n. 1906).
- 1982 — Lester Bangs, músico, jornalista e escritor norte-americano (n. 1949).
- 1983
  - George Balanchine, dançarino russo (n. 1904).
  - Muddy Waters, músico norte-americano (n. 1915).
- 1989 — Sergio Leone, cineasta italiano (n. 1929).
- 1994 — Roland Ratzenberger, automobilista austríaco (n. 1962).
- 1999 — Darrell Sweet, músico britânico (n. 1947).

### Século XXI
- 2001 — Maria Clara Machado, dramaturga brasileira (n. 1921).
- 2002 — Charlotte von Mahlsdorf, travesti alemã (n. 1928).
- 2003 — Aureliano Chaves, político brasileiro (n. 1929).
- 2006 — Jean-François Revel, filósofo, escritor e jornalista francês (n. 1924).
- 2007
  - Gordon Scott, ator norte-americano (n. 1927).
  - Grégory Lemarchal, cantor francês (n. 1983).
- 2009 — David Picão, religioso brasileiro (n. 1923).
- 2010 — Paul Augustin Mayer, cardeal alemão (n. 1911).
- 2011
  - Ernesto Sabato, escritor argentino (n. 1911).
  - José Massa, político brasileiro (n. 1943).
- 2015 — Ben E. King, cantor e produtor americano (n. 1938).
- 2016 — César Macedo, ator e comediante brasileiro (n. 1935).
- 2017 — Belchior, cantor e compositor brasileiro (n. 1946).
- 2018 — Manfredo Perdigão do Carmo, foi um matemático brasileiro (n. 1928).
- 2019 — Beth Carvalho, cantora e compositora brasileira (n. 1946).
- 2024 — Paul Auster, romancista, ensaísta e poeta estadunidense (n. 1947).
- 2025 — Inah Canabarro Lucas, religiosa católica e supercentenária brasileira (n. 1908).

## Feriados e eventos cíclicos
- Dia Internacional do jazz
- Dia do Profissional de Eventos
- Dia do Ferroviário

### Internacional
- Dia da Rainha — Países Baixos
- Dia da Libertação - Vietnam

### Cristianismo
- Hildegarda de Vinzgouw
- Papa Pio V

## Outros calendários
- No calendário romano era o dia da véspera das calendas de maio.
- No calendário litúrgico tem a letra dominical A para o dia da semana.
- No calendário gregoriano a epacta do dia é xxix.